# Subdivisões dos países nórdicos
As subdivisões dos países nórdicos são semelhantes, dada a cultura e a história partilhada pelos países.

## Dinamarca
Dinamarca proper
- - 5 regiões (em dinamarquês:  regioner)
  - 98 municípios (em dinamarquês:  kommuner)
- 2 autônoma insular dependências no exterior
  - Ilhas Faroé
    - 6 regiões
    - 30 municípios

  - Gronelândia
    - 4 municípios
    - 1 parque nacional não incorporado

## Finlândia
- Finlândia
  - 19 regiões (em finlandês:  maakunnat, em sueco:  landskap)
    - Ilhas Åland

  - 70 sub-regiões (em finlandês:  seutukunnat, em sueco:  ekonomiska regioner)
  - 320 municípios (em finlandês:  kunnat, em sueco:  kommuner)

## Islândia
- Islândia
  - 6 circunscrições (em islandês:  kjördæmi), electoral
  - 8 regiões (em islandês:  landsvæði), statistical
  - 74 municípios (em islandês:  sveitarfélög), administrative

## Noruega
Noruega proper
- - 19 condados (em norueguês:  fylker)
  - 428 municípios (em norueguês:  kommuner)
- dependências no exterior
  - 2 dependências no exterior não incorporadas
  - 3 dependências no exterior não incorporadas

## Suécia
- Suécia
  - 21 condados (em sueco:  län)
  - 290 municípios (em sueco:  kommuner)